# A Flock of Seagulls (musikalbum)
A Flock of Seagulls är det brittiska new wavebandet A Flock of Seagulls debutalbum, släppt den 30 april 1982 via skivbolaget Jive.

## Mottagande
Albumet fick goda recensioner vid sin utgivning och första radiosändning. I sin retrospektiva recension för AllMusic gav Tom Demalon albumet 4,5 stjärnor och kallade det "jättekul och en underbar samling av new wave-örongodis."

## Låtlista
Alla låtar är skrivna av Mike Score, Ali Score, Frank Maudsley och Paul Reynolds.
| 1.           | "Modern Love Is Automatic" | 3:49  |
| 2.           | "Messages"                 | 2:51  |
| 3.           | "I Ran (So Far Away)"      | 4:55  |
| 4.           | "Space Age Love Song"      | 3:45  |
| 5.           | "You Can Run"              | 4:28  |
| Total längd: | Total längd:               | 19:48 |

| 1.           | "Telecommunication"       | 2:31  |
| 2.           | "Standing in the Doorway" | 4:41  |
| 3.           | "Don't Ask Me"            | 2:46  |
| 4.           | "D.N.A."                  | 2:30  |
| 5.           | "Tokyo"                   | 2:48  |
| 6.           | "Man Made"                | 5:38  |
| Total längd: | Total längd:              | 20:54 |

## Medverkande
A Flock of Seagulls
- Mike Score – sång och keyboard
- Paul Reynolds – gitarr och sång
- Frank Maudsley – elbas och sång
- Ali Score – trummor